# Мануил III Великий Комнин
Мануил III Великий Комнин (греч. Μανουήλ Γ΄ Μέγας Κομνηνός, 16 декабря 1364 — 5 марта 1417) — император Трапезунда.

## Биография
Мануил был сыном трапезундского императора Алексея III Великого Комнина и Феодоры Кантакузины, родственницы императора Византии. В 1377 году умер его старший брат Василий, и Мануил стал наследником престола. В том же году он женился на дочери грузинского царя Давида IX Гулкан (Евдокии), которая ранее вышла замуж за его незаконнорождённого брата Андроника, убитого вскоре после свадьбы.
В 1390 году скончался Алексей III, и Мануил стал императором. Одной из проблем, стоявших перед империей, являлся тот факт, что практически всю внешнюю торговлю страны через Чёрное море контролировали генуэзцы, и в 1391 году Мануил подтвердил старые привилегии их соперников-венецианцев, надеясь сыграть на противоречиях между конкурентами. В 1395 году жена Мануила скончалась, и он женился повторно — на Анне Филантропине, дочери кесаря Фессалии Мануила Ангела Филантропена. В 1396 году он вновь подтвердил привилегии венецианцев.
К концу XIV века домен Мануила попал под угрозу со стороны правителя Османской империи султана Баязида I, который в 1398 году провел свою армию вдоль побережья Чёрного моря до границы Трапезундской империи. Тамерлан, который вел кампанию в восточной Анатолии в 1394 году, вернулся и захватил Сивас (27 августа 1400), убив всех его защитников. Тамерлан потребовал, чтобы Мануил со своей армией присоединился к его войне против турок-османов, но Мануилу удалось уклониться от участия в боевых действиях, хотя ему и пришлось предоставить Тамерлану 20 галер для флота. Баязид и Тимур, наконец, встретились в битве в Анкаре, где Тамерлан разгромил османские войска и взял султана в плен. В течение следующих восьми месяцев Тамерлан продвигался по Анатолии, грабя османские территории. В 1403 году Тамерлан покинул Малую Азию, оставив дела в Грузии, Армении и Трапезунде на своего племянника Халила, однако после смерти Тамерлана в 1405 году тот отправился в Среднюю Азию бороться за трон, и местные правители вновь стали де-факто свободными.

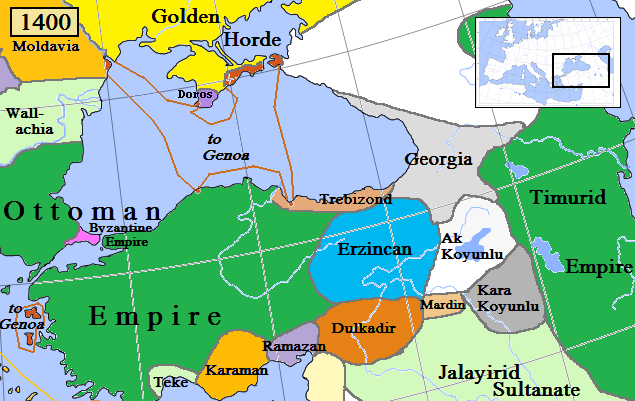
Трапезундская империя к 1400 году

Когда Тамерлан оставил Малую Азию, часть его армии отделилась от остальных войск и разграбила Гиресун. Только горы помешали им углубиться в трапезундские земли. Отъезд Халила создал вакуум власти, который был заполнен тюрками Кара-Коюнлу. 
Посол Тамерлана Руй Гонсалес де Клавихо был принят Мануилом в апреле 1404 и написал следующее:
Император и его сын были одеты в императорские одежды. Они носили на головах высокие шляпы, увенчанные золотыми шнурами, на вершине которых были перья; шляпы были украшены шкурами куниц... Этот император платит дань Тимур-беку и другим туркам, которые являются соседями. Он женат на родственнице императора Константинополя и имеет двух маленьких дочерей
Отношения с Венецией были лучше, чем с Генуей. В 1391 был заключен договор, снизивший пошлины для венецианцев и подтвердивший их старые привилегии. В 1396 году Мануил подписал «Золотую буллу» по настоянию венецианского посла Гуссони, что позволило венецианцам торговать на всех имперских землях, предоставило им свою собственную церковь, банк и суд. Мануил послал колокол и часы в Венецию, чтобы их там отремонтировали, а в 1416 году трапезундское посольство было принято в Венеции. Генуэцы же, напротив, конфликтовали с Мануилом. Мануэль был обвинен в подкупе генуэзские чиновников. В 1416 году Генуя едва не начала атаку на цитадель Тапезунда, венецианцы даже прислали свои галеры для защиты крепости.
Последние годы жизни Мануила были омрачены конфликтом с его собственным сыном и наследником Алексеем. Алексей, жадный до власти, поднял восстание против отца и потребовал, чтобы фаворит Мануила был изгнан. Дворяне присоединился к нему и осадили Мануила в цитадели, вынудив его принять требования сына. Когда люди разошлись, Алексей был вынужден примириться с отцом. Мануил III умер в марте 1417 года, и его сменил Алексей IV.